# Rue des Alcyons (Berchem-Sainte-Agathe)
Pour les articles homonymes, voir Rue des Alcyons.
La rue des Alcyons (en néerlandais : Alcyonsstraat) est une rue bruxelloise de la commune de Berchem-Sainte-Agathe qui va de la chaussée de Gand à l'avenue du Roi Albert.
La numérotation des habitations va de 1 à 97 pour le côté impair et de 2 à 100 pour le côté pair.